# Ljudmila Galkina
Ljudmila Ivanovna Galkina (ryska: Людмила Ивановна Галкина), född 20 januari 1972, Saratov, Ryska SSR, Sovjetunionen är en rysk f.d. friidrottare (längdhoppare).
Galkina var aktiv som längdhoppare under 1990-talet och början av 2000-talet. Hennes största merit var guldet vid VM 1997 i Athen. Vid samma mästerskap noterade hon även sitt personliga rekord på 7,05.
Förutom segern i Paris vann Galkina även inomhus VM 1995 i Barcelona och dessutom kom hon trea vid inomhus EM i Wien 2002 samt vid utomhus EM 1998 i Budapest.
Galkina avslutade sin aktiva karriär 2004.

## Personliga rekord
- 7,05 meter (utomhus)
- 7,00 meter (inomhus)